# Юнселе
Юнселе (на шведски: Junsele) е малък град в лен Вестернорланд, източна Швеция, община Солефтео. Разположен е около река Онгерманелвен. Намира се на около 130 km на северозапад от главния град на лена Сундсвал и на около 480 km на северозапад от столицата Стокхолм. Населението на града е 821 жители, по приблизителна оценка от декември 2017 г.